# كارلوس نييتو
كارلوس نييتو (بالإسبانية: Carlos Nieto Herrero) هو لاعب كرة قدم إسباني في مركز الدفاع، ولد في 6 مايو 1996 في سرقسطة في إسبانيا. لعب مع ريال سرقسطة.

## وصلات خارجية
- كارلوس نييتو على موقع قاعدة بيانات كرة القدم.إي يو (الإنجليزية)
- كارلوس نييتو على موقع Soccerway.com (الإنجليزية)
- كارلوس نييتو على موقع عالم كرة القدم.نت (الإنجليزية)
- كارلوس نييتو على موقع AS.com (الإسبانية)